# Disciples (группа)
Disciples (стилизованное DISCIPLΞS) — английское музыкальное продакшн трио из Южного Лондона, состоящее из Натала Винсента Дувалла, Гэвина Кулмона и Люка Макдермотта

## Career

### 2013—2014: Начало карьеры
Disciples выпустили свой дебютный EP Remedy в 2013 году на музыкальном лейбле New State Music. Релиз заинтересовал DJ Target, ознакомившего публику с ним в своём шоу 100 % HomeGrown на BBC Radio 1Xtra. Трек «Catwalk» привлёк внимание британского ди-джея и владельца лейбла FFRR Records Пита Тонга. Первым крупным успехом для Disciples стала композиция «They Don’t Know», перевыпущенная в феврале 2015 года на FFRR Records и попавшая в эфир BBC Radio 1 благодаря шоу Тонга Essential Mix.

### 2015 — настоящее время
Выход на международный рынок трио заполучило через совместный с шотландским музыкантом Кельвином Харрисом трек «How Deep Is Your Love», занявшем второе место в UK Singles Chart и двадцать седьмое в Billboard Hot 100. 24 октября 2015 года на FFRR Records вышел второй EP трио «The Following». В 2016 году на премии Brit Awards «How Deep Is Your Love» получила номинации «Видео года британского артиста» и «Британский сингл».
15 апреля 2016 года Disciples выпустили совместный сингл с французским музыкантом Давидом Гетта «No Worries». 17 февраля 2017 года трио был выпущен сингл On My Mind, сумевший занять 34 место в UK Singles Chart.

## Дискография

### EP
| Название      | Детали                                                                                                   |
| ------------- | --- |
| Remedy        | - Дата выхода: 2013 - Лейбл: New State Music - Формат: Цифровая дистрибуция                              |
| The Following | - Дата выхода: 7 ноября 2015 года - Лейбл: Parlophone, Warner Music Group - Формат: Цифровая дистрибуция |

### Синглы
| Название                                                                                  | Года | Высшая позиция | Высшая позиция | Высшая позиция | Высшая позиция | Высшая позиция | Высшая позиция | Высшая позиция | Высшая позиция | Высшая позиция | Высшая позиция | Сертификации | Альбом            |
| Название                                                                                  | Года | UK             | AUS            | BEL (FL)       | CAN            | FRA            | GER            | NLD            | SWE            | SWI            | US             | Сертификации | Альбом            |
| ----------------------------------------------------------------------------------------- | ---- | -------------- | -------------- | -------------- | -------------- | -------------- | -------------- | -------------- | -------------- | -------------- | -------------- | --- | ----------------- |
| «Catwalk»                                                                                 | 2014 | —              | —              | —              | —              | —              | —              | —              | —              | —              | —              | | Неальбомный сингл |
| «Poison Arrow»                                                                            | 2014 | —              | —              | —              | —              | —              | —              | —              | —              | —              | —              | | Неальбомный сингл |
| «They Don’t Know»                                                                         | 2015 | 24             | —              | 94             | —              | —              | —              | —              | —              | —              | —              | - BPI: Серебряный | Неальбомный сингл |
| «How Deep Is Your Love» (совм. с Calvin Harris)                                           | 2015 | 2              | 1              | 2              | 16             | 2              | 4              | 2              | 6              | 4              | 27             | - BPI: 3× Платиновый - ARIA: 8× Платиновый - BEA: Платиновый - BVMI: Платиновый - GLF: Платиновый - IFPI SWI: 2× Платиновый - MC: Платиновый | 96 Months         |
| «Mastermind»                                                                              | 2015 | —              | —              | —              | —              | —              | —              | —              | —              | —              | —              | | The Following     |
| «No Worries» (совм. с David Guetta)                                                       | 2016 | —              | 90             | —              | —              | —              | —              | —              | —              | —              | —              | | Неальбомный сингл |
| «Daylight»                                                                                | 2016 | —              | —              | —              | —              | —              | —              | —              | —              | —              | —              | - BPI: Серебряный | Неальбомный сингл |
| «On My Mind»                                                                              | 2017 | 15             | —              | 10             | —              | —              | —              | 63             | —              | 96             | —              | - BPI: Платиновый - BEA: Золотой | Неальбомный сингл |
| «Jealousy»                                                                                | 2017 | —              | —              | 87             | —              | —              | —              | —              | —              | —              | —              | | Неальбомный сингл |
| «48Hrs»                                                                                   | 2018 | —              | —              | 71             | —              | —              | —              | —              | —              | —              | —              | | Неальбомный сингл |
| «Atheist»                                                                                 | 2018 | —              | —              | —              | —              | —              | —              | —              | —              | —              | —              | | Неальбомный сингл |
| «No Ties»                                                                                 | 2019 | —              | —              | —              | —              | —              | —              | —              | —              | —              | —              | | Неальбомный сингл |
| «All Mine» (совм. с Eyelar)                                                               | 2019 | —              | —              | —              | —              | —              | —              | —              | —              | —              | —              | | Неальбомный сингл |
| «Only the Gods» (совм. с Lee Foss при уч. Anabel Englund)                                 | 2020 | —              | —              | —              | —              | —              | —              | —              | —              | —              | —              | | Неальбомный сингл |
| «Better on My Own» (при уч. Anabel Englund)                                               | 2020 | —              | —              | —              | —              | —              | —              | —              | —              | —              | —              | | Неальбомный сингл |
| «I Got You»                                                                               | 2020 | —              | —              | —              | —              | —              | —              | —              | —              | —              | —              | | Неальбомный сингл |
| «Solid Gold» (при уч. Bshp)                                                               | 2021 | —              | —              | —              | —              | —              | —              | —              | —              | —              | —              | | Неальбомный сингл |
| «—» обозначает запись, которая не попала в чарты или не была выпущена на этой территории. |      |                |                |                |                |                |                |                |                |                |                | |                   |

### Сотрудничество
| Название | Год  | Другой исполнитель | Альбом |
| -------- | ---- | ------------------ | ------ |
| «Yellow» | 2015 | Робин Шульц        | Sugar  |